# 파편 (영화)
《파편》(カケラ 카케라[*])은 2009년에 제작된 일본의 영화이다. 사쿠라자와 에리카의 만화 《Love Vibes》가 원작이며 배우 오쿠다 에이지의 장녀 안도 모모코의 첫 감독 작품이다.

## 출연
- 키타가와 하루 - 미츠시마 히카리
- 사카타 리코 - 나카무라 에리코
- 키사라기 - 오호리 메구미